# Pelvi renale
La pelvi renale o bacinetto renale è la prima porzione delle vie urinarie; accoglie l'urina proveniente dai calici maggiori convogliandola nell'uretere.

## Anatomia macroscopica
La pelvi renale rappresenta l'entità anatomica che accoglie l'urina prodotta dal parenchima renale convogliandola nell'uretere. Benché vi siano varianti interindividuali, la pelvi renale ha una forma grossolanamente assimilabile ad un ellissoide in cui asse maggiore giace lungo l'asse maggiore del rene. Mentre il margine laterale accoglie i calici maggiori (circa 3), il margine mediale si continua nell'uretere.

## Anatomia microscopica
La pelvi renale è ricoperta da epitelio di transizione (o urotelio); tale sottile strato epiteliale giace su una robusta membrana basale ancorata alla tonaca muscolare. A livello delle papille renali, la membrana basale si continua direttamente con il tessuto stromale del rene.

## Patologia
La pelvi renale è la sede di formazione dei calcoli. Benché possano depositarsi per gravità nel calice maggiore inferiore, crescendo ed obliterando l'intero bacinetto, molto spesso piccoli calcoli formati nella pelvi si immettono nell'uretere, bloccando il deflusso di urina. Questa condizione è alla base della colica ureterale. Molto più raramente, la pelvi è sede di neoplasie gravi, quali il carcinoma uroteliale.